# Они сумасшедшие, эти римляне

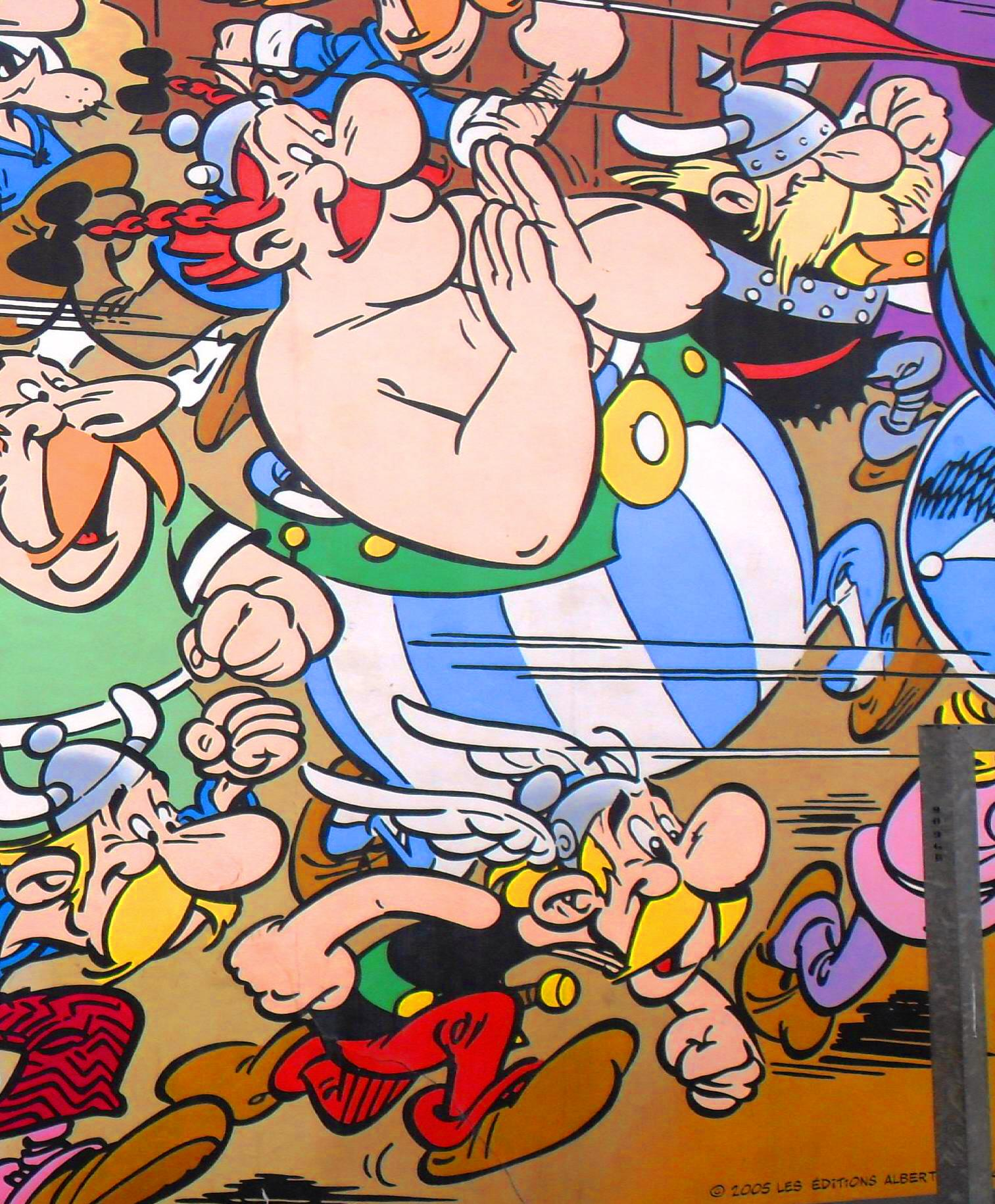
Астерикс и Обеликс

«Они сумасшедшие, эти римляне» (фр. Ils sont fous, ces Romains) — часто повторяемая фраза в серии комиксов о приключениях Астерикса и его друзей-галлов, а также в многочисленных адаптациях. Комиксы были созданы французским художником Альбером Удерзо и писателем Рене Госинни. Первый комикс из этого цикла был опубликован в журнале Pilote 29 октября 1959 года. Астерикс и его лучший друг Обеликс ведут борьбу с римлянами, вторгнувшимися в Галлию. Героям приходится путешествовать по разным странам и регионам, как европейским (Британия, Греция, Испания, Италия, Швейцария, Бельгия), так и более экзотическим (Египет, Америка, Ближний Восток, Индия). Слова «Они сумасшедшие, эти римляне» часто произносит Обеликс, высказывающий удивление по поводу поведения, обычаев римлян. Галл высказывает суждение о ненормальности и других народов, их название меняется в зависимости от сюжета и ситуации. Вместо этнонима также может применяться имя какого-то персонажа. Также форма фразы может меняться посредством использования дополнения, отрицания. Эмоциональную выразительность фразе придаёт использование антиципации подлежащего (выделяемый член выносится в конец предложения и обособляется, причём в этой конструкции перед ним находится соответствующее местоимение). Фразеологизм вышел за пределы комикса, он получил распространение во французской культуре, активно используется в средствах массовой информации, интернете и т. д.. 
В итальянских изданиях французская фраза переводится как Sono pazzi questi Romani, причём инициалы SPQR повторяют буквы формулы Senatus Populus Quiritium Romanus, которая означает «Сенат и народ Рима». Её часто изображали на зданиях Рима, штандартах легионов. 